# Stradbroke
Stradbroke is een civil parish in het bestuurlijke gebied Mid Suffolk, in het Engelse graafschap Suffolk met 1408 inwoners.